# がっぱ先生!
『がっぱ先生!』（がっぱせんせい）は、2016年9月23日の21:00 - 22:54（JST）に日本テレビ系列で放送された日本の単発スペシャルテレビドラマである。『金曜ロードSHOW!』で放送された特別ドラマ企画である。視聴率は7.2%（関東地方、ビデオリサーチ調べ）。

## 概要
二階堂ふみがテレビドラマ初主演で教師役を演じ、滝田よしひろによる児童書『みんなで跳んだ』（角川つばさ文庫）を原案に描いた物語。『がっぱ先生』の「がっぱ」とは主人公の出身地の石川県の方言（「一所懸命になる」「むきになる」という意味）から来ている。
小学校の運動会の、クラス対抗の大縄跳びを舞台に、困難を乗り越えて優勝に向かっていく、新米教師と児童たちの奮闘を描いている。

## キャスト
- 村本愛子（青羽根小学校5年2組教諭）：二階堂ふみ（幼少期：しずく、なぎさ）

### 5年2組の児童たち
- 大沢克夫：田中奏生
- 小松周子：遠藤璃菜
- 内海芙実子：篠川桃音
- 立花由実：柿原りんか
- 吉岡真理恵：早間颯紀
- 今井輝美：加瀬ひなた
- 曽田玲奈：石田萌華
- 井上瑠佳：中山美莉
- 高橋繭：石井心愛
- 春田翠：長澤樹
- 坂井亨：阪本颯希
- 田所慎之助：田口遼翔
- 山路陸：高澤父母道
- 藤本慎吾：寺嶋慎太朗
- 渡辺聖也：樋口海斗
- 杉下簾：大塲駿平
- 遠藤晴樹：林卓
- 中嶋涼：佐藤瑠生亮
- 竹山心：太田温
- 林瑛士：牧純矢
- 本間日陽和、安留咲、植田心、酒井天満、福田徠冴、

### その他
- 佐伯隆二（愛子の幼馴染）：坂口健太郎
- 村本誠（愛子の兄）：大野拓朗（幼少期：大西統眞）
- 村本千尋（誠の子）：田中悠愛
- 山咲千春：田畑智子
- 五十嵐幸三（青羽根小学校教頭）：近藤芳正
- 大沢仙太郎（大沢克夫の父）：阿部サダヲ
- 村本乃理子（愛子の母）：岸本加世子
- 立花由実の母：岩崎ひろみ
- 武井壮、小林隆、笠原秀幸、阿南敦子、住田隆、越村公一、今里真、吉田ウーロン太、庵原涼香 ほか

## スタッフ
- 原案：滝田よしひろ『みんなで跳んだ』（角川つばさ文庫）
- 脚本：おかざきさとこ
- 演出：国本雅広（ケイファクトリー）
- 音楽：梅野悠大
- サウンドデザイン：石井和之
- 大縄跳び指導：柏なわとびクラブ
- ロケ協力：勝浦市役所、勝浦ロケーションサービス、木更津ロケーションサービス、新勝浦市漁業協同組合　ほか
- 技術協力：NiTRo、フォーチュン、Kカンパニー
- 美術協力：日テレアート
- ポスプロ：ビーグル、ブル
- プロデューサー：次屋尚、枝見洋子、千葉行利、宮川晶
- チーフプロデューサー：伊藤響
- 制作協力：ケイファクトリー
- 制作著作：日本テレビ